# 三帶兔脂鯉
三帶兔脂鯉，為輻鰭魚綱脂鯉目脂鯉亞目上口脂鯉科的其中一個種，分布於南美洲巴西亞馬遜河流域，體長可達23.8公分，棲息在植被生長茂密的水域，生活習性不明，可作為食用魚。